# Тошич, Драгомир
Дра́гомир То́шич (сербохорв. Dragomir Tošić / Драгомир Тошић; 8 ноября 1909, Белград, Королевство Югославия — 20 июня 1985, Югославия) — югославский футболист, защитник, участник чемпионата мира 1930 года (присутствовал в заявке, но не выходил на поле).

## Биография
Играл на позиции защитника в чемпионате Югославии. Десять лет провёл в белградском клубе «БСК».
В 1930 году отправился на чемпионат мира вместе со сборной Югославии. На поле не выходил ни в одном из матчей турнира. После окончания чемпионата дебютировал в национальной команде в товарищеской встрече с Аргентиной. С 1930 по 1933 гг. провёл за сборную 11 матчей. Последней из них для Тошича стала игра отборочного турнира к ЧМ-1934 против сборной Швейцарии 24 сентября 1933 года.
| №  | Дата             | Место проведения        | Соперник     | Счёт | Голы | Турнир                     |
| 1  | 3 августа 1930   | Буэнос-Айрес, Аргентина | Аргентина    | 1:3  | -    | Товарищеский матч          |
| 2  | 4 октября 1931   | София, Болгария         | Болгария     | 2:3  | -    | Балканский Кубок (неофиц.) |
| 3  | 25 октября 1931  | Познань, Польша         | Польша       | 3:6  | -    | Товарищеский матч          |
| 4  | 24 апреля 1932   | Овьедо, Испания         | Испания      | 1:2  | -    | Товарищеский матч          |
| 5  | 3 мая 1932       | Лиссабон, Португалия    | Португалия   | 2:3  | -    | Товарищеский матч          |
| 6  | 5 июня 1932      | Белград, Югославия      | Франция      | 2:1  | -    | Товарищеский матч          |
| 7  | 30 апреля 1933   | Белград, Югославия      | Испания      | 1:1  | -    | Товарищеский матч          |
| 8  | 7 мая 1933       | Цюрих, Швейцария        | Швейцария    | 1:4  | -    | Товарищеский матч          |
| 9  | 6 августа 1933   | Загреб, Югославия       | Чехословакия | 2:1  | -    | Товарищеский матч          |
| 10 | 10 сентября 1933 | Варшава, Польша         | Польша       | 3:4  | -    | Товарищеский матч          |
| 11 | 24 сентября 1933 | Белград, Югославия      | Швейцария    | 2:2  | -    | Отбор к ЧМ-1934            |

Итого: 11 матчей / 0 голов; 2 победы, 2 ничьих, 7 поражений.